# محمود اسکندري
محمود اسكندري (1950-2001) كان العقيد الطيار في القوات الجوية لجيش الجمهورية الإسلامية الإيرانية إف-4 فانتوم الثانية . نشطًا في حرب الخليج الأولى ووجوده المستمر في 3 عمليات مهمة ، بما في ذلك تحرير المحمرة والغارة الهجوم على إتش 3  وعملية بغداد. ويعتبر من أبرز طياري القوات الجوية الإيرانية. 
في عملية بغداد ، بعد تحطم طائرة عباس دوران بسبب صاروخ ، تمكن اسكندري من استعادة الطائرة المتضررة. عاد سالم إلى القاعدة. 

## عمليات
الهجوم على إتش 3 (6 أبريل 1981) - تم تسمية عملية McDonnell Douglas ، الشركة المصنعة للطائرة F-4 Phantom ، بأنها العملية الأكثر اكتمالاً من قبل الطائرة وتم تسمية الإسكندرية بأنها الطيار الأكثر مهارة. مطار
تحرير المحمرة (6 مايو 1982 - أثر تدمير إسكنداري لجسر أروند فوق نهر أروند وتهيئة الظروف لحصار وهزيمة القوات العراقية على عملية تحرير خرمشهر.
تحرير المحمرة (1982) (يوليو / تموز 1982) - في هذه العملية قُتل عباس دوران بصاروخ وتحطمت طائرته ، لكن اسكندري تمكن من إعادة الطائرة إلى القاعدة بأمان. 